# Villa Amacari

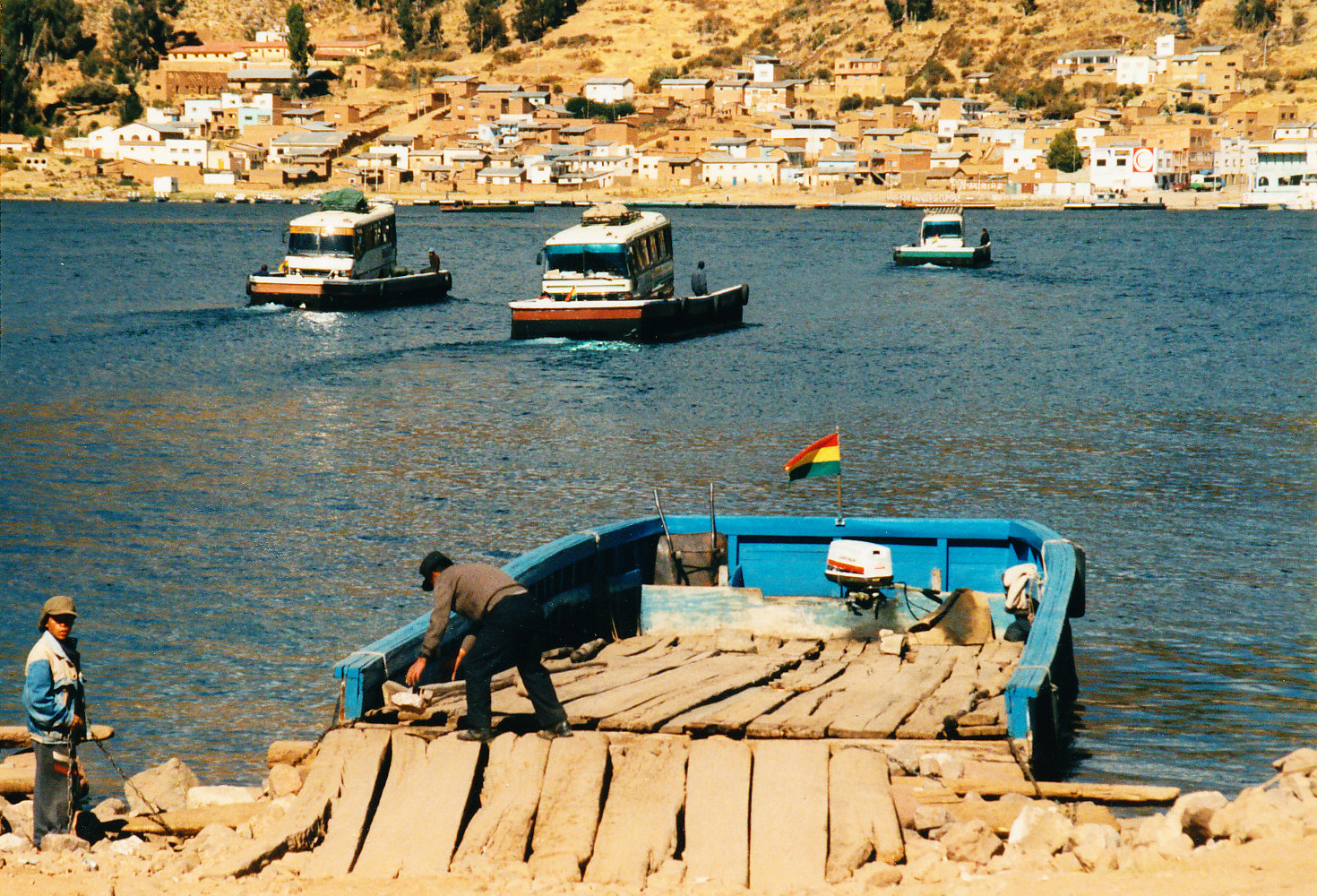
Überquerung der Straße von Tiquina bei San Pedro de Tiquina

Villa Amacari ist eine Ortschaft im Departamento La Paz im Hochland des südamerikanischen Andenstaates Bolivien.

## Lage im Nahraum
Villa Amacari liegt in der Provinz Manco Kapac und ist zentraler Ort des Cantón Villa Amacari im Municipio San Pedro de Tiquina. Die Ortschaft liegt auf einer Höhe von 3855 m wenige Kilometer südlich der 800 m breiten Straße von Tiquina, die Nord- und Südteil des Titicacasees miteinander verbindet.

## Geographie
Villa Amacari liegt auf dem bolivianischen Altiplano zwischen den Anden-Gebirgsketten der Cordillera Occidental im Westen und der Cordillera Central im Osten. Die Region weist ein ausgeprägtes Tageszeitenklima auf, bei dem die mittleren täglichen Temperaturschwankungen deutlicher ausfallen als die mittleren jahreszeitlichen Schwankungen.
Die Jahresdurchschnittstemperatur der Region liegt bei etwa 8 °C (siehe Klimadiagramm Copacabana), die Monatswerte schwanken nur unwesentlich zwischen knapp 6 °C im Juni/Juli und 10 °C im November/Dezember. Der Jahresniederschlag beträgt etwa 700 mm, die Monatsniederschläge liegen zwischen unter 10 mm in den Monaten Juni und Juli und 150 mm im Januar und Februar.

## Verkehrsnetz
Villa Amacari liegt in einer Entfernung von 118 Straßenkilometern nordwestlich von La Paz, der Hauptstadt des gleichnamigen Departamentos.
Von La Paz führt die asphaltierte Nationalstraße Ruta 2 in nordwestlicher Richtung über Huarina nach San Pablo de Tiquina, überquert hier die Straße von Tiquina nach San Pedro de Tiquina und führt weiter 40 Kilometer bis Copacabana und von dort noch einmal acht Kilometer bis Khasani an der peruanischen Grenze. Von San Pedro de Tiquina aus führt eine Landstraße in südöstlicher, später südlicher Richtung an der Küste entlang und erreicht Villa Amacari nach elf Kilometern.

## Bevölkerung
Die Einwohnerzahl der Ortschaft ist in dem Jahrzehnt zwischen den beiden letzten Volkszählungen auf fast das Doppelte angestiegen:
| Jahr | Einwohner         | Quelle       |
| ---- | ----------------- | ------------ |
| 1992 | keine Detaildaten | Volkszählung |
| 2001 | 289               | Volkszählung |
| 2012 | 509               | Volkszählung |
| 2024 |                   | Volkszählung |

Die Region weist einen hohen Anteil an Aymara-Bevölkerung auf, im Municipio San Pedro de Tiquina sprechen 92,5 Prozent der Bevölkerung Aymara.